# Rebutia spegazziniana

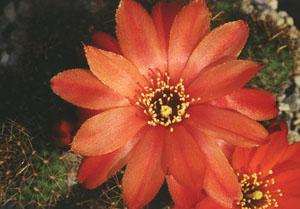
Blüte

Rebutia spegazziniana ist eine Pflanzenart in der Gattung Rebutia aus der Familie der Kakteengewächse (Cactaceae). Das Artepitheton spegazziniana ehrt den Botaniker Carlos Luis Spegazzini.

## Beschreibung
Rebutia spegazziniana wächst sprossend mit kugelförmigen bis kurz zylindrischen, gelblich grünen bis dunkelgrünen Körpern und bildet Gruppen. Die Körper erreichen bei Durchmessern von 2 bis 2,5 Zentimetern Wuchshöhen von 6 bis 9 Zentimetern und haben Rübenwurzeln. Die etwa 18 Rippen sind deutlich in Höcker gegliedert. Die darauf befindlichen kleinen Areolen sind weiß. Es sind 3 bis 4 gelbe Mitteldornen mit brauner Spitze vorhanden, die auch fehlen können, und die bis zu 3 Millimeter lang sind. Die bis zu 14 Randdornen sind gelblich und weisen manchmal eine bräunliche Spitze auf. Sie sind ausgebreitet bis ein wenig abstehend und bis zu 4 Millimeter lang.
Die leuchtend roten Blüten werden bis zu 4 Zentimeter lang und erreichen ebensolche Durchmesser. Die kugelförmigen Früchte sind rötlich grün.

## Verbreitung und Systematik
Rebutia spegazziniana ist in Bolivien im Departamento Tarija und in Argentinien in der Provinz Salta verbreitet.
Die Erstbeschreibung wurde 1933 von Curt Backeberg veröffentlicht. Ein nomenklatorisches Synonym ist Aylostera spegazziniana (Backeb.) Backeb.

## Nachweise